# Blended
Blended is een Amerikaanse filmkomedie uit 2014, geregisseerd door Frank Coraci, met Adam Sandler en Drew Barrymore in de hoofdrol.

## Verhaal
Na een rampzalig verlopen blind date tussen de gescheiden moeder Lauren en weduwnaar/vader Jim, spreken de twee af dat ze elkaar nooit meer gaan zien. Bij toeval ontmoeten ze elkaar later toch weer tijdens een vakantie in Zuid-Afrika. Op het luxe vakantieresort beginnen ze elkaar alsnog leuk te vinden.

## Rolverdeling
| Acteur               | Personage               |
| -------------------- | ----------------------- |
| Adam Sandler         | Jim Friedman            |
| Drew Barrymore       | Lauren Reynolds         |
| Bella Thorne         | Hilary "Larry" Friedman |
| Braxton Beckham      | Brendan Reynolds        |
| Emma Fuhrmann        | Espn Friedman           |
| Kyle Red Silverstein | Tyler Reynolds          |
| Alyvia Alyn Lind     | Louise "Lou" Friedman   |
| Terry Crews          | Nickens                 |
| Kevin Nealon         | Eddy Warnick            |
| Jessica Lowe         | Ginger Warnick          |
| Zak Henri            | Jake Warnick            |
| Wendi McLendon-Covey | Jen Palmer              |
| Joel McHale          | Mark                    |
| Abdoulaye NGom       | Mfana                   |
| Shaquille O'Neal     | Doug                    |
| Dan Patrick          | Dick Theodopolis        |
| Dale Steyn           | zichzelf                |
| Lauren Lapkus        | Tracy                   |
| Mary Pat Gleason     | kassierster             |
| Allen Covert         | Ten Second Tom          |
| Alexis Arquette      | Georgina                |